# Everybody Wins (film)
Everybody Wins is een Brits-Amerikaanse dramafilm uit 1990 onder regie van Karel Reisz.

## Verhaal
Tom O'Toole krijgt van een prostituee de opdracht om een onschuldige man uit de cel te halen. Hij komt al gauw terecht in een web van intriges.

## Rolverdeling
| Acteur              | Personage             |
| ------------------- | --------------------- |
| Debra Winger        | Angela Crispini       |
| Nick Nolte          | Tom O'Toole           |
| Will Patton         | Jerry                 |
| Judith Ivey         | Connie                |
| Kathleen Wilhoite   | Amy                   |
| Jack Warden         | Rechter Harry Murdoch |
| Frank Converse      | Charley Haggerty      |
| Frank Military      | Felix                 |
| Steven Skybell      | Vader Mancini         |
| Mary Louise Wilson  | Jean                  |
| Mert Hatfield       | Bellanca              |
| Peter Appel         | Sonny                 |
| Sean Weil           | Montana               |
| Timothy D. Wright   | Advocaat              |
| Elizabeth Ann Klein | Rechter               |